# Седрік Гроле
Седрік Гроле (фр. Cédric Grolet) народився 28 серпня 1985 року у Фірміні (Луара), французький кондитер. З 2012 року працює шеф-кондитером у ресторані Le Meurice.
Визнаний «Найкращим кондитером світу» за версією британського рейтингу 50 найкращих ресторанів світу у 2018 році, він також є найпопулярнішим кондитером у соціальних мережах: його акаунт в Інстаграм перетнув позначку в один мільйон у 2018 році.

## Біографія
Син водія вантажівки та домогосподарки, старший з чотирьох братів і сестер, він виріс у селі Прайслес у комуні Моністроль-сюр-Луар на сході регіону Верхня Луара. Здобувши у 2002 році в Ле-Пюї-ан-Веле диплом спеціаліста з випічки, виготовлення шоколаду та морозива, він продовжив навчання у 2004 році, отримавши додаткову кваліфікацію, а потім технічний диплом у Вищій національній школі кондитерської справи (ENSP) в Іссінґо. Як тільки він закінчив навчання на кондитерському факультеті, він почав відзначатися на численних конкурсах.

Приїхавши в Париж у 2006 році, Седрік Гроле приєднався до команди Fauchon, де пропрацював п'ять років. Помічений шеф-кухарями Крістофом Адамом, Бенуа Кувраном та Крістофом Аппером, він приєднався до них, щоб навчати персонал для нових бутиків Fauchon. Через рік його підвищили до відділу досліджень і розробок.

У 2011 році Седрік Гроле приєднався до Le Meurice як су-шеф, а згодом став шеф-кондитером. Після того, як у 2015 році журнал Le Chef визнав його «Кращим кондитером року», наступного року він отримав нагороду Relais Desserts Prize як кращий кондитер 2016 року. Седрік Гроле також був нагороджений відзнакою «Кращий кондитер» на церемонії вручення Трофеїв гастрономії та вина в Ліоні в 2016 році та нагородою «Кращий кондитер року» на фестивалі Omnivore. Того ж року він став спонсором ENSP.

У 2017 році його було визнано найкращим у світі ресторанним кондитером у Нью-Йорку.

20 березня 2018 року він відкрив свій бутік на вулиці Кастильоне, 6, щоб продавати свою випічку не лише клієнтам Le Meurice.

22 листопада 2019 року Седрік Гроле відкрив свій другий бутік і кондитерську Cédric Grolet Opéra, в Парижі, продовжуючи працювати в Le Meurice. У день відкриття сотні клієнтів вишикувалися в кількагодинну чергу біля нового магазину.

Він залишається особливо відомим завдяки своїм «фруктам, виліпленим в trompe-l’œil», використанню лимона, а також своєму «харизматичному» образу, далекому від традиційного образу шеф-кухаря, який відмовляється від фартуха під час певних публічних виступів.

У 2022 році Седрік з'явився на PastryClass зі своїм першим онлайн-класом, де він викладає фрукти, горіхи, квіти.

## Телебачення
- 2015: Хто стане наступним великим кондитером? — France 2
- 2016: Великі репортажі — TF 1
- 2016 : Les Carnets de Julie — France 3
- 2016: Très très bon[12] — Paris Première[13]
- 2016: Найкращий шеф-кухар — M6[14]
- 2017: Найкращий шеф-кухар — M6
- 2018: Найкращий кухар — M6
- 2019 : Найкращий шеф-кухар — M6

## Нагороди
- 2015: Кращий кондитер року — журнал Le Chef[7]
- 2016: Кращий кондитер — Prix Relais Desserts
- 2016: Найкращий кондитер — Cérémonie des Trophées de la Gastronomie et des Vins у Ліоні
- 2017 : Нагорода року — Omnivore
- 2017: Найкращий шеф-кондитер ресторану у світі (нагорода від асоціації «Les grandes tables du monde»)
- 2017: Найкращий шеф-кондитер світу (нагорода від асоціації «50 найкращих»)